# Deparia dimorphophylla
Deparia dimorphophylla är en majbräkenväxtart som först beskrevs av Gen'ichi Koidzumi, och fick sitt nu gällande namn av Masahiro Kato. Deparia dimorphophylla ingår i släktet Deparia och familjen Athyriaceae. Inga underarter finns listade.